# Паленео
Паленео («старый-новый») — искусственный язык (пазиграфия), разработанный Лесли Чартерисом и опубликованный в 1972 году. Значения в нём передаются при помощи известных картинок и символов, в том числе из математики (Σ означает «в сумме»), и биологии (♀ — «женщина»).
Лесли Чартерис, автор детективов, использовал систему обозначений в своих записных книжках. В 1969 году он понял, что, по сути, изобрел новый письменный язык.

## Грамматика
В паленео есть небольшое количество грамматических правил, например:
- Для будущего и прошедшего времени есть специальные знаки
- Порядок слов — подлежащее-сказуемое-дополнение
- Множественное число обозначается буквой «s»
- Если надо подчеркнуть, что слово — существительное, то справа от него ставится чёрный квадратик

## Словарь
В словаре, который прилагается к книге, есть англо-паленео словарь, в котором содержится чуть более тысячи слов (850 из них — из списка Basic English).